# Żegoccy herbu Jastrzębiec

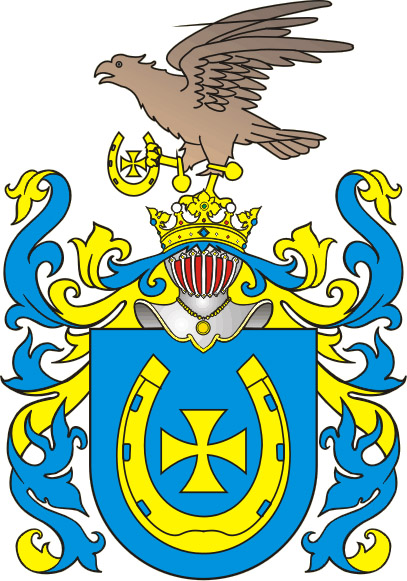
Jastrzębiec – rodowy herb Żegockich.

Żegoccy herbu Jastrzebięc – polska rodzina szlachecka wywodząca się ze wsi Żegotki, a posiadająca swoje dobra ziemskie zarówno w Wielkopolsce, jak i na Kujawach.
Pierwszym przedstawicielem rodziny, którego istnienie można potwierdzić w źródłach był Szymon Żegocki, dziedzic Żegotek w powiecie inowrocławskim, żoną którego była najpierw Jadwiga Rynarzewska (z niej córka Barbara za Eliaszem Broniszem herbu Wieniawa), a potem Dorota Rudnicka – z niej synowie: Marcin, sędzia ziemski wschowski, kasztelan przemęcki i senator oraz Samuel.

## Linia senatora Marcina Żegockiego
Marcin Żegocki stworzył podstawy późniejszego poziomu majątkowego rodziny, a dzięki jego staraniom i pracy na sejmach możliwy był awans społeczny rodziny. Z małżeństwa z Anną Herstopską miał synów: Piotra, starostę kościańskiego (który z Anny Cieleckiej miał syna Łukasza Macieja jezuitę) i Krzysztofa, który zrobił jeszcze większą karierę pełniąc szereg funkcji publicznych (kolejno był starostą babimojskim i konińskim, a potem wojewodą inowrocławskim), by następnie przejść do stanu duchownego i zostać biskupem chełmskim.
Wspomniany Krzysztof z Elżbiety Lethormans i Jadwigi Zbijewskiej miał czworo dzieci:
1. Annę, żonę Wawrzyńca Borka-Gostyńskiego, syna Andrzeja (kasztelana kamieńskiego i gostyńskiego) z Katarzyny Radomickiej
2. Stanisława, podczaszego poznańskiego i starostę konińskiego[2], męża Zofii Firlejówny
3. Mikołaja, opata cystersów w Przemęcie[3]
4. Franciszka, starostę babimojskiego[4], męża Krystyny Ponińskiej

Synem Stanisława z Zofii FIrlejówny był Piotr, po ojcu również starosta koniński ożeniony najpierw z Katarzyną Głębocką (potem z Barbarą Zadorską, z którą miał córki Apolinarę i Zofię, żonę Jana Potockiego), a synem Franciszka z Krystyny Ponińskiej Andrzej, proboszcz w Świątkowie.

## Linia Samuela Żegockiego
Samuel Żegocki z Anny Gorzewskiej miał syna Stanisława oraz córkę Katarzynę wydaną za Hieronima Bieganowskiego. Stanisław ożeniony z Katarzyną Kębłowską z Kęmbłowa założył nową linię rodziny.
- 1. Stanisław Żegocki × Katarzyna Kębłowska × Teresa Grabska
- 1.1. Kazimierz Żegocki[7] × Marianna Ułanowska
- 1.1.1. Franciszek Kazimierz Żegocki[8][9], wojski inowrocławski, deputowany na Trybunał Koronny z woj. kaliskiego × Konstancja Molska × Helena Jarnowska
- 1.1.1.1. Adam Żegocki
- 1.1.1.2. Stanisław Żegocki
- 1.1.1.3. Józef Żegocki
- 1.1.1.4. Władysław Żegocki[10]
- 1.1.2. Zofia Żegocka
- 1.2. Wojciech Żegocki (syn Grabskiej) × Anna Żabicka
- 1.2.1. Bogusław Żegocki
- 1.2.2. Małgorzata Żegocka
- 1.2.3. Katarzyna Żegocka
- 1.3. Maciej "Mateusz" Żegocki × Eleonora Cielecka, córka Jakuba, kasztelana kamieńskiego
- 1.3.1. Jadwiga Żegocka
- 1.3.2. Franciszka Żegocka
- 1.4. Michał Żegocki
- 1.5. Teresa Żegocka
- 2. Katarzyna Żegocka × Hieronim Bieganowski × Wojciech Strzelecki
- 2.1. Kazimierz Strzelecki
- 3. Andrzej Żegocki, kanonik regularny w Trzemesznie[11]
- 4. Krzysztof Żegocki, ksiądz